# Pavarotti canta Caruso
Pavarotti canta Caruso è una raccolta del tenore Luciano Pavarotti, uscita nel 1990. Ha avuto un particolare successo nei Paesi Bassi.

## Tracce
1. Caruso – 5:19
2. La donna è mobile – 2:23
3. Che gelida manina – 4:39
4. E lucevan le stelle – 3:13
5. Nessun dorma – 3:01
6. Una furtiva lagrima – 4:47
7. M'appari – 3:31
8. La fleur que tu m'avais jetée – 4:29
9. Vesti la giubba – 3:39
10. Di quella pira – 2:14
11. Mattinata – 2:01
12. Aprile – 3:25
13. Core 'ngrato – 4:55
14. La danza – 3:09
15. Volare – 4:35
16. Funiculi - Funicula – 2:45
17. Torna a Surriento – 4:27
18. 'O sole mio! – 3:25

## Classifiche

### Classifiche settimanali
| Classifica (1990) | Posizione massima |
| ----------------- | ----------------- |
| Europa            | 73                |
| Paesi Bassi       | 2                 |

### Classifiche di fine anno
| Classifica (1990) | Posizione |
| ----------------- | --------- |
| Paesi Bassi       | 11        |